# كلية التربية النوعية (جامعة عين شمس)
كليات التربية النوعية كلية علمية تابعة لجامعة عين شمس.

## أولاً: نشأتها
استندت فكرة إنشاء كليات للتربية النوعية لتخرج المعلم النوعى على رصيد من الجهود والخبرات والدراسات التي شارك فيها العديد من العلماء القائمين على شئون التعليم العالى والتربية والتعليم وقد نبعت هذه الفكرة أساسا من خلال الدراسات المقدمة في المؤتمر القومي لتطوير التعليم في مصر عام 1987 والذي نظمته وزارة التربية والتعليم تحت عنوان «أمّة لها مستقبل» بهدف تطوير التعليم في مصر ولعل من أهم المشكلات التي تناولتها إستراتيجية تطوير التعليم في مصر هي مشكلة تعدد وتنوع مصادر اعداد المعلم واختلاف المؤهل الذي يحمله معلم التعليم العام وخاصة في المرحلة الأولي من التعليم الأساسي، هذا إلى جانب النقص الشديد في اعداد المعلم النوعي في جميع محافظات الجمهورية.
من هنا تبلورت فكرة إنشاء كليات جديدة لتخرج المعلمين والمعلمات في التخصصات التوعية – تربية فنية – تربية موسيقية – اقتصاد منزلى – وحتى تتحول الفكرة إلى واقع، والحلم إلى حقيقة فان ذلك يتطلب تكاتف جهود المسئولين والمتخصصين والعلماء ممن يؤمنون بفلسفة هذا المشروع وممن يتحمسون بارادة «اصرار لتحقيق الهدف» لذا أصدر الدكتور أحمد فتحى سرور وزير التعليم الأسبق القرار الوزاري رقم 1007 بتلريخ 1 / 9 / 1988 بشأن تشكيل لجنة لدراسة مشروع إنشاء الكليات النوعية للمعلمين والمعلمات، وتتكون اللجنة من المتحصصين وكبار المسئولين بوزارتى التعليم العالي والتربية والتعليم:
- الأستاذ / سعيد صالح وكيل أول وزارة التربية والتعليم بمحافظة القاهرة.
- الأستاذ / عبد الرازق المكي وكيل أول وزارة التربية والتعليم بمحافظة الإسكندرية.
- الأستاذ / محمود جلال رئيس قطاع التعليم العام بوزارة التربية والتعليم.
- الأستاذ / جمال الجوهري عامر رئيس الإدارة المركزية للتعليم الفني بوزارة التعليم العالي.
- الأستاذة / آمال صادق عن جامعة حلوان.
- الأستاذ الدكتور / مصطفى محمد عبد العزيز أستاذ ورئيس قسم علوم التربية الفنية بجامعة حلوان
- الأستاذ الدكتور / فتح الباب عبد الحليم،
- الأستاذة الدكتورة / ضحى الجويلي.
- الأستاذة الدكتورة / سعدية الكيلاني من جامعة حلوان.

علي أن تختص اللجنة بدراسة الآتي:
§ تحديد مقر الكليات النوعية للمعلمين والمعلمات المقرر انشاؤها بكل من محافظة القاهرة والجيزة والإسكندرية.
§ تحديد موعد بدء الدراسة وشروط القبول.
§ تحديد المناهج الدراسية وخطة الدراسة والتجهيزات الازمة.
§ توفير هيئة التدريس اللازمة لهذه الكليات.
§ تحديد الهيكل التنظيمي لكل كلية والمقررات الوظيفية اللازمة.
وقد صدر القرار رقم 183 بتاريخ 6 / 3 / 1989 بتشكيل مجلس للكليات النوعية التابعة لوزارة التعليم العالي لغرض مشكلات ودراسة الكليات النوعية والوافقة عليها بعد اقرارها، وبعد التوسع في اتشاء الكليات النوعية فأصبح عددها سبع كليات عام 1989، وبالفعل بدأت الدراسة في الكليات النوعية المنشأة عام 1988، 1989م في نفس العام الذي صدر فيه القرار بانشائها مما يكشف عن الجهود التي بذلتها اللجان المشكلة بقرار من وزارة التعليم لدراسة إمكانية ومتطلبات تنفيذ المشروع ([1]). قرر الدكتور محمد رئيف كمال إنشاء قسم جديد بالكلية.

## أهدافها
الهدف من إنشاء كليات التربية النوعية هو توفير الاحتياجات الكمية من معلمي كافة المراحل التعليمية لمواجه الزيادة المتوقعة في عدد السكان وعدد المدارس وعدد التلاميذ فإن تطوير أساليب أعداد وتدريب المعلمين يعتبر هدفا هاما كي يساير المعلمون التكنولوجيا الحديثة ويتابعوا كل جديد أو مستحدث في العملية التعليمية، ويمكن إيجاز أهداف إنشاء كليات التربية النوعية في النقط التالية:
1. إعداد المعلم النوعي لمراحل التعليم قبل الجامعي بمختلف مستويات في مجالات التربية الفنية، التربية الموسيقية، الاقتصاد المنزلي وغير ذلك من مجالات تتطلبها حاجة الخدمة التعليمية في المجتمع.
2. إعداد المتخصصين في المجالات النوعية المختلفة التي تتطلبها برامج التنمية الاجتماعية فيتطلب ذلك عقد دورات تدريبية ذات مستويات تنموية متباينة تهيأ للمجتمع كوادر فنية في مختلف المجالات النوعية.
3. إجراء البحوث العلمية والميدانية في المجالات النوعية للكلية فان هذا الهدف يتحقق عن طريق تكوين مجموعات بحثية في كافة شعب الكلية يكون من مهامها تحديث المعلومات والخبرات وتطوير البرامج والتخصصات.
قرر الدكتور محمد رئيف كمال إنشاء قسم جديد بالكلية.

## برامجها
هدفت خطة إعداد معلم التربية الموسيقية إلى إعداد المعلم المتخصص القادر على التدريس في مراحل التعليم المختلفة بمختلف مستوياته، ويتطلب هذا تحديد المهام المنوطة بهذا المعلم حتى يمكن وضع تصور لإعداده، وقد بلغت ساعات الإعداد 154 ساعة موزعة بالتساوي تقريبا على السنوات الأربع وقد روعي عند التخطيط لهذه الخطة ما يلي:
§ التوازن في تعليم الموسيقي العربية والعالمية سواء عند تدريس الأساسيات النظرية أو الصولفيج أو التاريخ أو التذوق والتحليل الموسيقي.
§ أن يتعلم الطالب آلة أساسية (البيانو) لمدة أربع سنوات بواقع ساعتين أسبوعيا، وأخرى اختيارية لمدة ثلاث سنوات بواقع ساعتين أسبوعيا اعتبارا من الصف الثاني إلى الرابع، وأربع آلات أخرى كل منها لمدة عام وبواقع ساعتين أسبوعيا وبذلك يكون الطالب قد تعرض واستمع وأتيحت له فرصة المشاركة بالعزف في مجموعات مما يتيح له أيضا نقل الخبرة إلى المتعلمين عند التخرج.
§ تدريس بعض المقررات الموسيقية التطبيقية، والتي تعتمد على توظيف المعرفة النظرية للموسيقي ويتمثل ذلك في دراسة الهارموني والتوزيع الآلي والغناء المدرسي.
§ اقترحت في هذه الخطة أيضا وعلى مدار السنوات الأربع (وهو ما تنص علية المادة 14 من اللائحة الداخلية) تقدير المشروع في أحد المجالات الفنية التخصصية والتي يتم تقويمه بلجنة تحكيم.
§ يدرس الطلاب مقررات الإعداد التربوي في فروع التربية وعلم النفس وتكنولوجيا التعليم، وتعد كليات التربية النوعية أول المؤسسات التي أدخلت تدريس الكمبيوتر في كافة تخصصاتها.
§ تم تشكيل لجان لوضع محتوى المقررات الدراسية وكانت متخصصة لكل مادة من المواد الدراسية المختلفة.
§ الكلية تمنح درجة البكالوريوس في التربية الموسيقية وأيضا دبلوم الدراسات العليا والماجستير.